# Melampus sincaporensis
Melampus sincaporensis is een slakkensoort uit de familie van de Ellobiidae. De wetenschappelijke naam van de soort is voor het eerst geldig gepubliceerd in 1855 door L. Pfeiffer.